# St John's Wood
Pour la station de métro, voir St. John's Wood (métro de Londres).
St John's Wood (littéralement « Bois de Saint-Jean ») est un district du centre de Londres dans le borough de la Cité de Westminster.
Le passage piéton d'Abbey Road, à proximité des studios Abbey Road est représenté sur la pochette du disque des Beatles.

## Étymologie
Le quartier prend son nom des chevaliers de l'ordre de Saint-Jean de Jérusalem, qui sont les propriétaires de la localité au XIVe siècle. Le bois a largement disparu.

## Personnalités liées à la localité
- Henry Winslow, peintre-graveur.
- Sally Ann Howes, actrice.
- Damian Lewis, acteur.
- Mark Ronson, DJ et chanteur.
- Maxime Charles Lester (1891-1957), explorateur, né à St.John's Wood.

## Décès à St John's Wood
- Edward Francis Finden (1791–1857), graveur.
- Dora Sigerson Shorter (1866-1918), poète, romancière, nouvelliste irlandaise
- Peter O'Toole (1932-2013), acteur
- Eila Campbell (1915-1994), cartographe et universitaire.
- Andrew Fletcher (1961-2022), musicien, cofondateur et membre du groupe Depeche Mode.